# Kościół św. Judy Tadeusza w Łuczaju
Kościół Świętego Judy Tadeusza w Łuczaju – kościół parafialny w Łuczaju na Białorusi. Zabytek architektury z elementami baroku i klasycyzmu. 

## Historia
Kościół ufundowała w 1766 r. Elżbieta Puzyna z Ogińskich, lecz dokończony został w 1776 r. ze środków Tadeusza Ogińskiego, właściciela Łuczaju. W 1777 roku budynek został poświęcony przez bp Feliksa Towiańskiego w imię patrona fundatora, Apostoła Judy Tadeusza oraz jezuitów św. Ignacego i św. Franciszka Ksawerego. Pierwotnie kościół został zbudowany w stylu barokowym, w pierwszej połowie XIX wieku został nieznacznie przebudowany w ówcześnie modnym stylu klasycystycznym (stanisławowskim). 
Niewykluczone, że został zbudowany według projektu włoskiego architekta Carlo Spampaniego. Do połowy lat 70. XX wieku w kościele znajdowały się portrety fundatorów Antoniego Puzyny i Elżbiety Puzyny z Ogińskich. Po restauracji w 1992 r. znajdują się w Muzeum Sztuki w Witebsku.  
W 1911 roku grupa malarzy, absolwentów Warszawskiej Szkoły Sztuk Pięknych na czele z jej dyrektorem Kazimierzem Stabrowskim, przeprowadziła renowację i rekonstrukcję iluzjonistycznych malowideł ściennych (dzieło malarzy włoskich).
Świątynia została poważnie uszkodzona podczas II wojny światowej. W 1946 roku kościół zamknięto i zamieniono na magazyn, a w 1971 roku na hurtownię metalu (według innego źródła służył jako garaż dla traktorów). W 1985 roku jego rozpoczęto jego restaurację z inicjatywy dyrektora kołchozu im. Suworowa Olega Wołodźko. 16 maja 1990 roku został zwrócony katolikom. 
15 czerwca 2008 roku na terenie parafii bp. Władysław Blin odsłonił i poświęcił pomnik papieża Benedykta XVI. Powstał on z inicjatywy proboszcza ks. Mikołaja Lipskiego i kapłanów diecezji witebskiej wyświęconych za pontyfikatu tego papieża. Pomnik zaprojektowali i wykonali białoruscy artyści z Mińska. Na początku XXI w. odnowiono kwietniki i zamontowano kuranty.  
W 2016 r. obchodzono 250-lecie założenia kościoła.   

## Architektura
Jest to trójnawowa bazylika z transeptem i półkoliście zamkniętym prezbiterium z dwiema zakrystiami. Fasadę flankują dwie trójkondygnacyjne wieże ozdobione pilastrami, płaskimi niszami i trójkątnymi frontonami. Górne kondygnacje wież swój obecny wygląd uzyskały w wyniku XIX wiecznej przebudowy; są cylindryczne, nakryte sferycznymi kopułami. Pomiędzy wieżami znajduje się attykowy szczyt z półokrągłym frontonem.
Ciekawiej prezentują się barokowe szczyty ramion transeptu i prezbiterium. Elewacje ozdabiają pilastry, nisze, gzyms i fryz tryglifowy.
Nawa nakryta jest sklepieniem kolebkowym z lunetami, a nawy boczne sklepieniami krzyżowymi. Sklepienie nad skrzyżowaniem naw ma kształt kopuły. Wnętrze zdobią cenne malowidła iluzjonistyczne i figuralne z końca XVIII wieku. Ich autorstwo przypisuje się znanemu w tym okresie artyście Kazimierzowi Antoszewskiemu. 
Organy zamontowano w 1811 r. Posiadały manuał i 12 rejestrów (zachowało się 5). W kościele odbywają się koncerty organowe. Zbierane są fundusze na restaurację instrumentu. 

Galeria
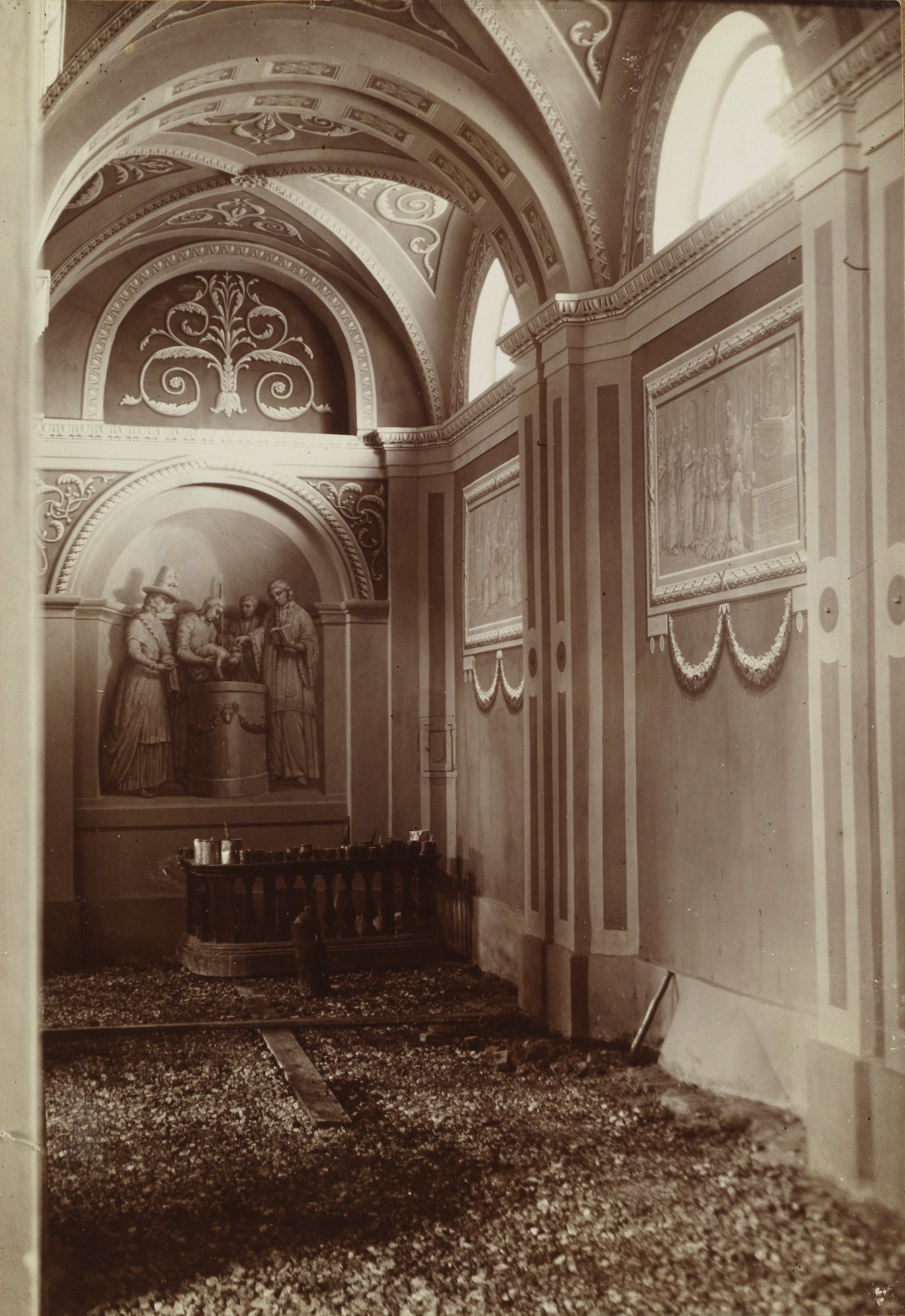
Wnętrze podczas renowacji malowideł ściennych w 1911 roku
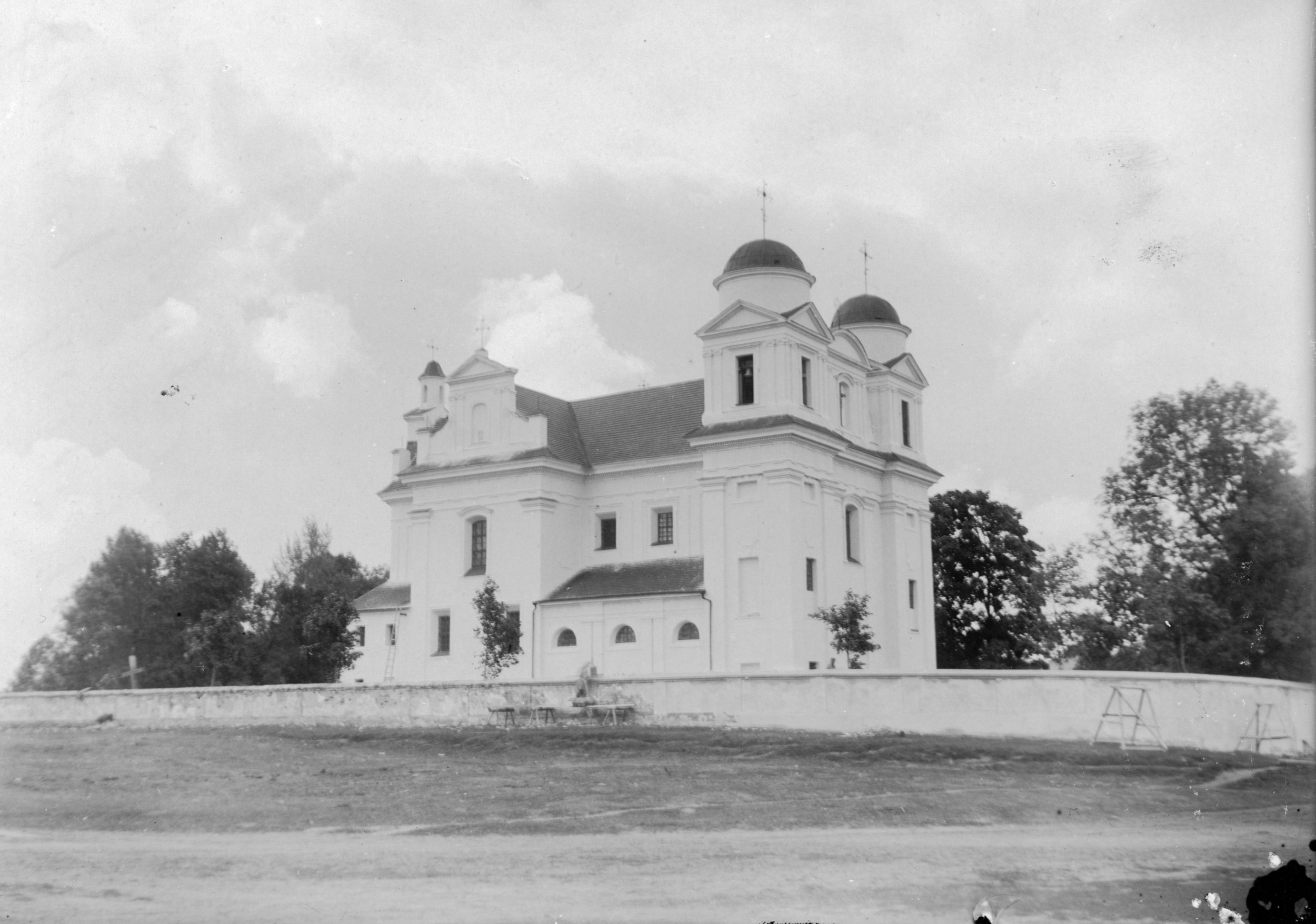
Kościół przed 1914 rokiem
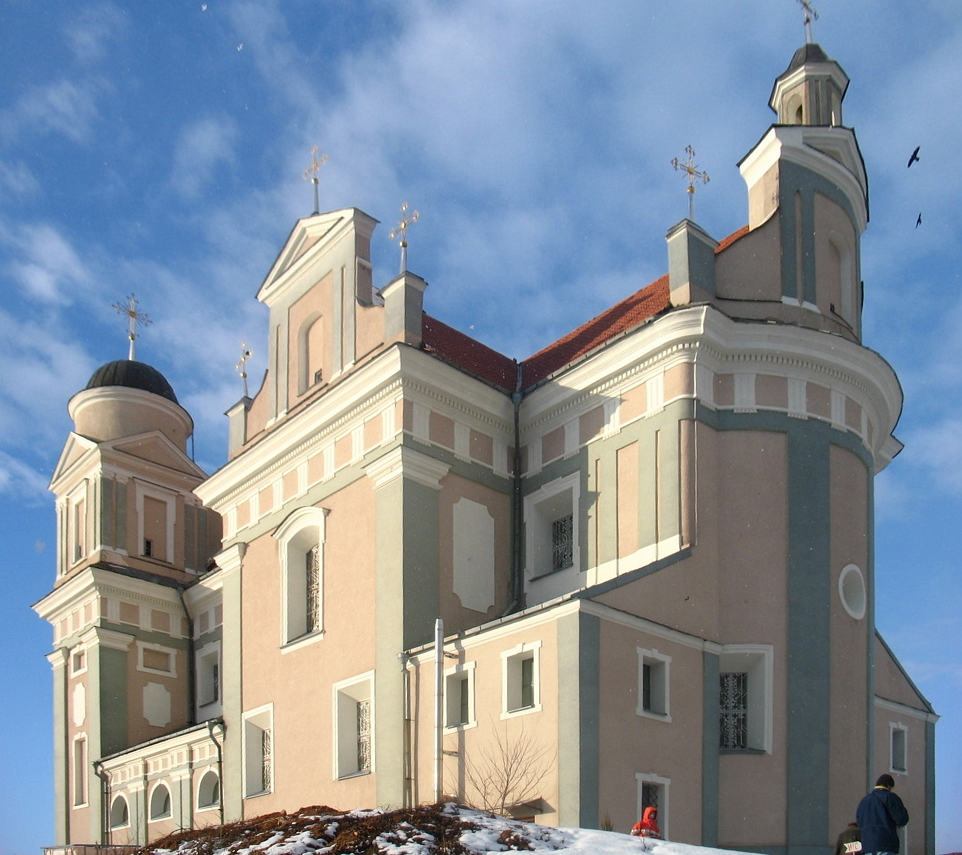
Bryła kościoła
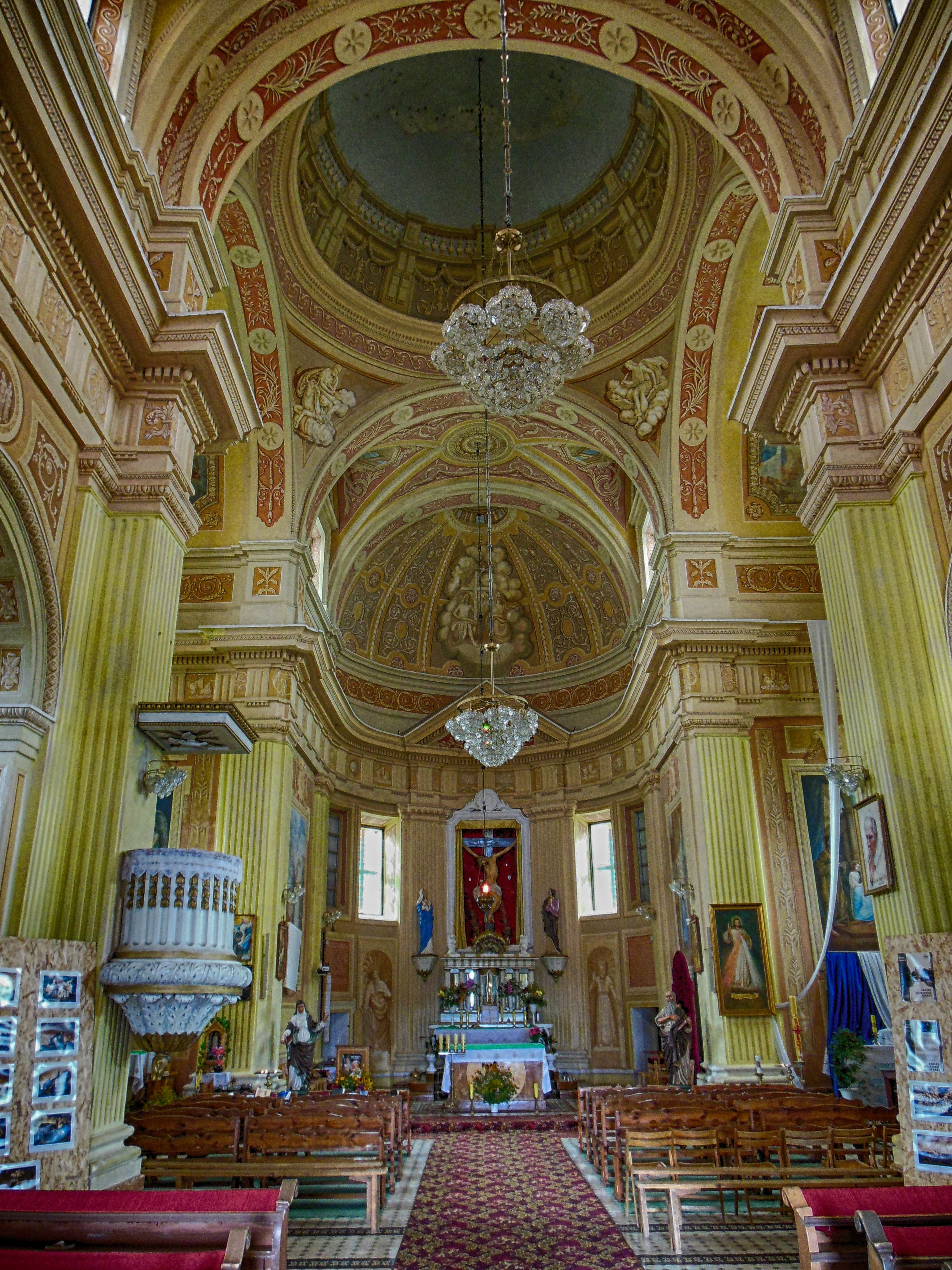
Iluzjonistyczne malowidła w kościele